# Miguel de la Madrid
Miguel de la Madrid Hurtado (Colima, 12 dicembre 1934 – Città del Messico, 1º aprile 2012) è stato un politico messicano.

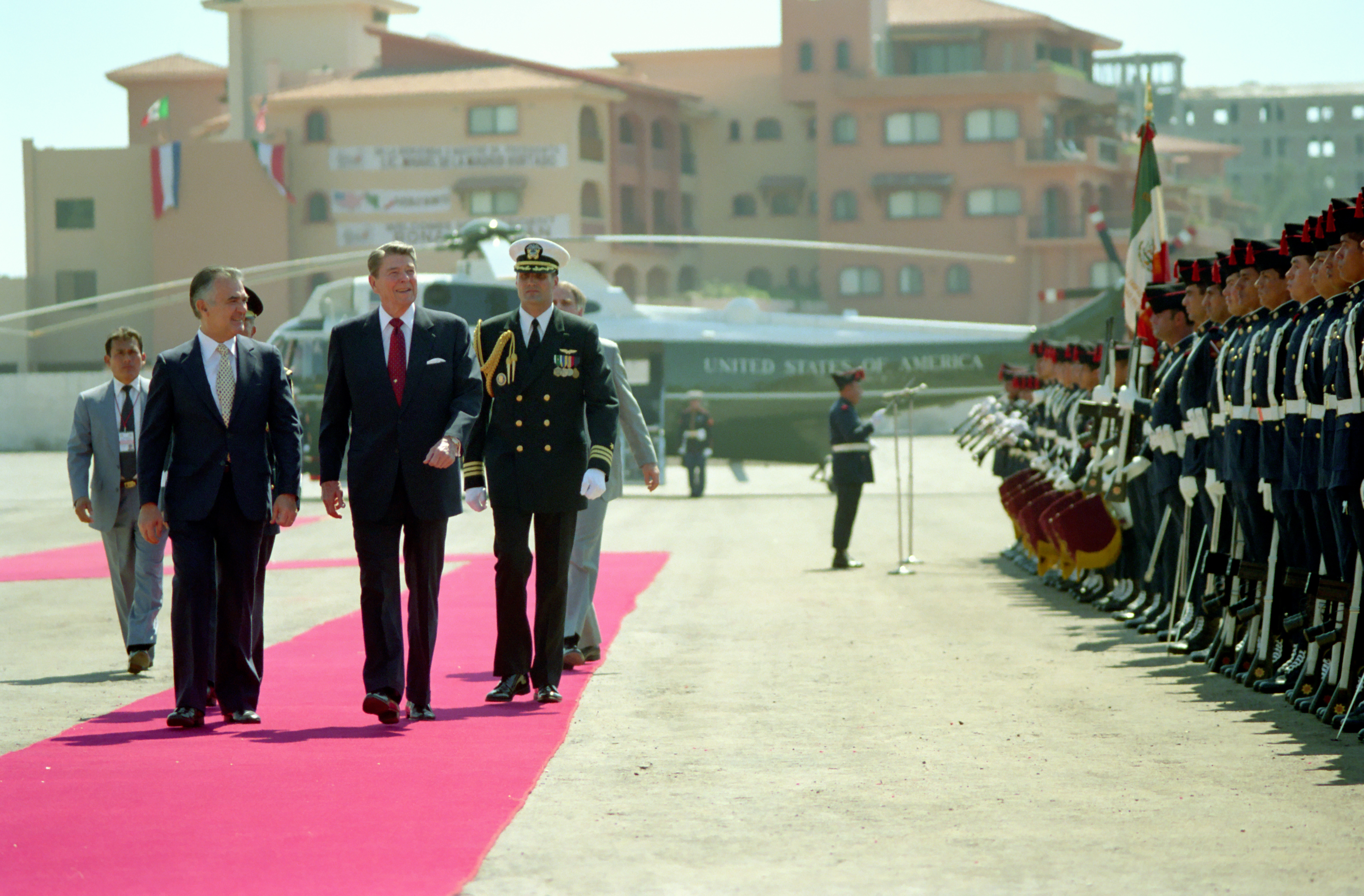
Miguel de la Madrid con Ronald Reagan.

È stato Presidente del Messico dal 1º dicembre 1982 al 1º dicembre 1988.
Durante la sua presidenza il Messico ha vissuto una grave crisi economica e, in seguito ai risultati della crisi dal 1982. Miguel de la Madrid spingendo un'agenda neoliberale che colpisce soprattutto i contadini: i sussidi al settore agricolo vengono ridotti (e i sussidi alla produzione di caffè vengono aboliti), la liberalizzazione del commercio sta portando a un aumento delle importazioni che soffoca la produzione locale, e l'abolizione di importanti combinazioni agricole sta causando la perdita di molti posti di lavoro rurali. Durante questo periodo, i partiti di opposizione hanno avuto sempre una maggiore influenza nel nuovo corso della politica.